# Barom Reachea VII
Barom Reachea VII, Soryovong V (né en 1548/1556 mort en 1619). Prince Srei Soriyopear ou Soriyopor III, roi du Cambodge de 1603 à 1618 sous le nom de règne de « Paramaraja VII » (en sanskrit).

## Biographie
Second fils du roi Satha Ier et de sa première épouse, il était l’héritier légitime du trône mais était détenu par les Siamois depuis la prise de Lovek en 1594.
Son oncle, le prince Ponhea Nhoum qui exerçait la régence sous le nom de Kaev Hua Ier obtient sa libération, sous la pression des mandarins et des brahmanes, en 1603.
Le nouveau roi s’emploie à ramener toutes les provinces du pays dans l’obéissance et doit briser la résistance de l’ancien régent qu’il fait exécuter en 1611. Sous son règne le prince royal Jaya Jettha futur roi Chey Chettha II reprend le contrôle des provinces de Barea et de Dung Nay (future région de Biên Hoa) qui étaient occupées par le Champa depuis les troubles du XVe siècle
Barom Reachea VII, qui devait son trône aux siamois, se reconnaît leur vassal et oblige les dignitaires de sa cour à utiliser les vêtements, les formules de politesse et le cérémonial en usage à la cour du Royaume d'Ayutthaya. Cette politique entraîne une réaction nationale et le roi doit abdiquer en faveur de son fils aîné Chey Chettha II avant de mourir en 1619.

## Postérité
- Chey Chettha II
- Le prince Outey, régent du royaume de 1627 à 1642

## Sources
- Chroniques Royales du Cambodge de 1594 à 1677. publiée par l'École française d'Extrême-Orient, Paris 1981  (ISBN 2855395372)
- Bernard Philippe Groslier avec la collaboration de C.R. Boxer Angkor et le Cambodge au XVIe siècle d'après les sources portugaises et espagnoles, p. 26 Tableau III « Succession d'Ang Chan » P.U.F (Paris) 1958;
- Achille Dauphin-Meunier Histoire du Cambodge P.U.F Paris 1968.
- Anthony Stokvis, Manuel d'histoire, de généalogie et de chronologie de tous les États du globe, depuis les temps les plus reculés jusqu'à nos jours, préf. H. F. Wijnman, Israël, 1966, Chapitre XIV §.9 « Kambodge » Listes et tableau généalogique no 34 p. 337-338.
- (en) & (de) Peter Truhart, Regents of Nations, K.G Saur Munich, 1984-1988  (ISBN 359810491X), Art. « Kampuchea », p. 1732.